# Żelazna (powiat opolski)
Żelazna (niem. Zelasno, od 1934 Eisenau) – wieś w Polsce położona w województwie opolskim, w powiecie opolskim, w gminie Dąbrowa.
Od 1950 miejscowość należy administracyjnie do województwa opolskiego.

## Położenie
Wieś położona nad Odrą, w odległości 9 km na północ od Opola przy drodze do Skorogoszczy w kierunku Wrocławia.
W pobliżu znajdują się liczne starorzecza. Jedno z nich znane jest w Żelaznej i okolicy jako jezioro Czarne. Do niedawna było używane przez mieszkańców wsi jako kąpielisko.
Na terenach należących do wsi znajduje się polder przeciwpowodziowy – ok. 2 km² (200 ha) łąk.

## Historia
Pierwszy raz Żelazna jest wzmiankowana w 1228 roku jako Selazna, później Zelasno. W 1274 roku przeszła jako majątek klasztorny na prawo magdeburskie z dwoma sołtysami, którzy posiadali co szósty łan wolny od podatku, wolny młyn i karczmę.
Pochodząca z 1934 roku nazwa Eisenau jest tłumaczeniem nazwy pierwotnej. Nazwa wsi uwarunkowana jest przymiotnikiem "żelazny" (żelazna woda), którym określano strumyk o rdzawym zabarwieniu, świadczącym o wysokiej zawartości tego pierwiastka w wodzie. Poza tym istnieją zapiski, że Żelazna słynęła swego czasu z dużych pokładów żelaza w ziemi.
Mówiono nawet, że istniała tu mała huta, gdzie przetapiano i kuto ten surowiec. Znaleziono tu również piec hutniczy, który jak najbardziej świadczy o autentyczności tej działalności.

## Zabytki
Do wojewódzkiego rejestru zabytków wpisany jest:
- spichrz, ul. Opolska 30, z XVIII/XIX w.

Inne zabytki:
- kościół pw. św. Mikołaja - prezbiterium i dawna zakrystia pochodzą z poprzedniego kościoła gotyckiego z XV wieku. Wieża pochodzi z 1682 roku. Została zbudowana przez Jana Franciszka Fröhlich z Opawy. W kościele znajdują się: bogato dekorowany barokowy ołtarz, barokowa ambona i chrzcielnica. Nawa została rozbudowana w 1926 r.
- klasztor, dawna siedziba Zgromadzenia Sióstr Służebniczek NMP. W 2001 roku klasztor został sprzedany
- cmentarz, na którym znajduje się kaplica cmentarna i tablice pamiątkowe, poświęcone poległym w czasie II wojny światowej
- pomnik ku czci poległych żołnierzy radzieckich - przy ulicy Opolskiej. Pomnik został postawiony w 1945 roku przez okolicznych mieszkańców, na polecenie wojsk radzieckich i stoi na terenie byłego cmentarza, na którym było pochowanych około 700 radzieckich żołnierzy.

## Kluby sportowe
Na terenie wioski działa klub piłki nożnej – FC Żelazna. Obecnie gra on w Opolskiej A-Klasie. Do sportowego klubu można zaliczyć też drużynę OSP, która obecnie jest 3 w kraju (drużyna męska) i wicemistrzynie kraju (sekcja kobieca).